# Lưu Khiêm (nhà Đường)
Lưu Khiêm (giản thể: 刘谦; phồn thể: 劉謙; bính âm: Liú Qiān) hay Lưu Tri Khiêm (giản thể: 刘知谦; phồn thể: 劉知謙) (? - 894), được Nam Hán truy tôn là Thánh Vũ hoàng đế (聖武皇帝) và miếu hiệu Đại Tổ (代祖), là một sĩ quan tại Thanh Hải quân của triều Đường. Do lập được công, Lưu Khiêm được bổ nhiệm làm Phong châu thứ sử, xây dựng sức mạnh quân sự của ông tại châu này. Sau khi ông qua đời, con trai ông là Lưu Ẩn đã đoạt lấy toàn bộ Thanh Hải quân, một người con trai khác là Lưu Nghiễm sau đó lập ra nước Nam Hán.

## Thân thế
Các thư tịch cổ mâu thuẫn về nguồn gốc gia đình của Lưu Khiêm, song tựu trung ông xuất thân từ một gia đình có địa vị khiêm tốn. Theo Tân Đường thư, ông là người Thượng Thái, song đến sống ở Phong châu do nhiễu loạn ở quê hương. Theo Cựu Ngũ Đại sử, phụ thân ông là Lưu Nhân An (劉仁安) đến sống ở Lĩnh Nam sau khi giữ chức Triều châu trưởng sử. Theo Tân Ngũ Đại sử, phụ thân ông là Lưu An Nhân (劉安仁) là người Thượng Thái và chuyển đến vùng Mân (tức Phúc Kiến), sau trở thành một thương nhân ở vùng Nam Hải. Cuối cùng, Lưu Khiêm một sĩ quan cấp thấp trong quân đội của Thanh Hải quân. Mặc dù có xuất thân khiêm tốn, cựu Tể tướng- Lĩnh Nam Đông đạo (sau đổi tên thành Thanh Hải quân) tiết độ sứ Vi Trụ (韋宙) nhận thấy tài năng của Lưu Khiêm nên quyết định gả một người cháu gái cho Lưu Khiêm. Khi vợ của Vi Trụ phản đối, Vi Trụ nói: "Đó là người phi thường. Có lẽ sẽ có ngày con cháu ta có thể dựa vào hắn." Sau đó, Lưu Khiêm lập được công trong các chiến dịch chống các đội quân khởi nghĩa nông dân.
Năm 879, quân nổi dậy của Hoàng Sào tràn vào thủ phủ Quảng châu của Lĩnh Nam Đông đạo. Sau khi Hoàng Sào từ bỏ Quảng châu vào năm 880, khu vực rơi vào cảnh hỗn loạn. Lưu Khiêm thừa cơ chiếm cứ Phong châu. Năm 883, Đường Hy Tông bổ nhiệm Lưu Khiêm làm Phong châu thứ sử. kiêm Hạ Thủy trấn sứ.

## Cai quản Phong châu
Sau khi nhậm chức Phong châu thứ sử, Lưu Khiêm phủ dụ thu nạp dân lưu vong, chi tiêu tiết kiệm, nuôi sĩ tốt. Không lâu sau, ông đã có 1 vạn tinh binh, nhiều chiến hạm, tình hình Phong châu yên định. Sau đó, ông bị bệnh, triệu các con trai đến và nói với họ: Nay đạo tặc đang phát triển ở Ngũ Lĩnh. Ta có tinh giáp tế giới, các con nên cố gắng lập công, không để lỡ thời cơ
Sau khi Lưu Khiêm qua đời vào năm 894, các tướng sĩ ủng hộ Lưu Ẩn làm người lãnh đạo, Đường Chiêu Tông bổ nhiệm Lưu Ẩn làm Phong châu thứ sử thay thế Lưu Khiêm.

## Gia đình
Tương truyền, người vợ Vi thị của ông đã giết chết người thiếp Đoàn thị do ghen tuông, sau khi bà phát hiện Lưu Khiêm giấu Đoàn thị trong một căn nhà cách xa phủ. Lưu Khiêm an táng Đoàn thị. Trên một phiến đá gần mộ Đoàn thị có khắc các chữ "Ẩn", "Đài", và "Nham", Lưu Khiêm thấy vậy đã dùng ba chữ này để đặt tên cho ba người con trai.